# خوتووینی
خوتووینی (به چکی: Chotoviny) یک منطقهٔ مسکونی در جمهوری چک است که در منطقه تابور واقع شده‌است. خوتووینی ۱٬۷۴۲ نفر جمعیت دارد.